# Dumpe
Dumpe ist ein Ort in der Gemeinde Engelskirchen im Oberbergischen Kreis in Nordrhein-Westfalen.

## Lage und Beschreibung
Der Ort liegt im Südwesten von Engelskirchen im Tal südlich der Agger. Nachbarorte sind Loope, Perdt und Schiffarth.

## Geschichte
In der topografischen Karte von 1896 ist der Ort erstmals verzeichnet.